# Volle Kraft voraus
Volle Kraft voraus ist ein Lied der deutschen Pop- und Schlagersängerin Helene Fischer. Das Stück ist die zweite Singleauskopplung aus ihrem achten Studioalbum Rausch.

## Entstehung und Artwork
Geschrieben wurde das Lied von Helene Fischer selbst, zusammen mit den Koautoren Benjamin Asare, Robin Haefs, Malte Kuhn und Farsad Zoroofchi (Fayzen). Die Produktion erfolgte durch Pascal Reinhardt (Kalli), als ausführende Produzentin fungierte Fischer. Kalli war darüber hinaus für die Programmierung zuständig und spielte die Instrumente ein. Er ist unter anderem am Bass, Keyboard und dem Schlagzeug zu hören. Das Mastering erfolgte im Berliner TrueBusyness Mastering Studio, unter der Leitung von Sascha Bühren und Laura Morina. Abgemischt wurde das Stück durch das Produzententrio Madizin (bestehend aus: Patrick Benzner, Dave Roth und Serhat Sakin), für das Engineering zeichnete Stephan Zeh zuständig.
Auf dem Frontcover der Single ist – außer Künstlernamen und Liedtitel – Fischer zu sehen. Es zeigt sie in einem Bodysuit, während sie eine Art Bauchtanzschleier vor sich hält. Das Cover ist in rot, Fischer selbst dunkel gehalten.

## Veröffentlichung und Promotion
Die Erstveröffentlichung von Volle Kraft voraus erfolgte als digitale Single zum Streaming am 24. September 2021. Die Single erschien durch Polydor und wurde durch Universal Music Publishing vertrieben. Fischer kündigte das Erscheinen der Single einen Tag vor der Veröffentlichung, am 23. September 2021, auf ihren sozialen Netzwerken an. Am 15. Oktober 2021 erschien Volle Kraft voraus als Teil von Fischers achtem Studioalbum Rausch. Auf der sogenannten „Super-Deluxe-Version“ des Albums befindet sich mit Alternative Mixes eine Bonus-CD mit Remixen, darunter die „Stripped Version“ zu Volle Kraft voraus.

## Inhalt
| „Volle Kraft voraus. Zurück aufs offene Meer hinaus. Es tat weh, doch ich muss weiterziehen und du auch. Volle Kraft voraus. Der Horizont war blau geglaubt. Es hört nie auf, jetzt sucht sich jeder sein Zuhaus. Volle Kraft voraus.“ – Refrain, Originalauszug | Der Liedtext zu Volle Kraft voraus ist in deutscher Sprache verfasst. Die Musik und der Text wurden gemeinsam von Benjamin Asare, Fayzen, Helene Fischer, Robin Haefs und Malte Kuhn geschrieben beziehungsweise komponiert. Musikalisch bewegt sich die Ballade im Bereich der Popmusik, im Stile des Schlagers. Das Tempo beträgt 132 Schläge pro Minute. Die Tonart ist C-Dur. Inhaltlich thematisiert Fischer die Zeit nach einer Trennung und sieht sie als „Aufbruchsstimmung“. Das Lied soll dazu ermuntern, die Trennung als „Chance“ für neue Lebensabschnitte zu sehen anstatt ihr hinterherzutrauern. Aufgebaut ist das Lied auf zwei Strophen, einem Refrain und einer Bridge. Das Lied beginnt mit der ersten Strophe, an die sich zunächst der sogenannte „Pre-Chorus“ anschließt, ehe der eigentliche Refrain folgt. Der gleiche Vorgang wiederholt sich mit der zweiten Strophe, die jedoch kürzer gehalten ist, im Vergleich zur Ersten. Auf den zweiten Refrain folgt die Bridge, bevor das Lied mit dem dritten Refrain, der diesmal ohne Pre-Chorus auskommt, endet. |

## Musikvideo
Das Musikvideo zu Volle Kraft voraus wurde Anfang September 2021 in Deutschland gedreht und feierte seine Premiere auf der Videoplattform YouTube am 24. September 2021 um 12:00 Uhr. Es zeigt Fischer, die von Tänzern und Tänzerinnen begleitet, das Lied auf einer weißen, runden Bühne aufführt. Zu Beginn sieht man lediglich Nahaufnahmen von Fischer, die sich auf der Bühne rekelt und singt. Nach circa einer Minute schwenkt die Kamera nach oben und die Tänzer treten ins Bild. Fortan sieht man Fischer, die sich inmitten des Videos vollständig erhebt, mit den Tänzern das Lied aufführen, während sie von einer Lichtershow begleitet wird. Die Gesamtlänge des Videos beträgt 3:22 Minuten. Regie führte der Brite Russell Thomas. Das Video war Teil des Musikfilms Im Rausch der Sinne, der am 16. Oktober 2021 im ZDF ausgestrahlt wurde. Bis Februar 2025 zählte das Video über 4,6 Millionen Aufrufe bei YouTube.

## Mitwirkende
Liedproduktion
- Benjamin Asare: Komponist, Liedtexter
- Sascha Bühren: Mastering
- Helene Fischer: Ausführender Produzent, Gesang, Komponist, Liedtexter
- Robin Haefs: Komponist, Liedtexter
- Malte Kuhn: Komponist, Liedtexter
- Madizin: Abmischung
- Laura Morina: Mastering
- Pascal Reinhardt (Kalli): Bass, Keyboard, Musikproduzent, Programmierung, Schlagzeug
- Stephan Zeh: Toningenieur
- Farsad Zoroofchi (Fayzen): Komponist, Liedtexter

Musikvideo
- Russell Thomas: Regisseur
- Florian Wieder: Creative Producer

Unternehmen
- Polydor: Musiklabel
- TrueBusyness Mastering: Tonstudio
- Universal Music Publishing: Vertrieb

## Rezensionen
Kevin Drewes vom deutschsprachigen Online-Musikportal Schlager.de beschrieb das Lied als „imposante Up-tempo-Ballade“ und stellst dich die Frage, ob es sich um einen „Abschiedssong“ für Florian Silbereisen handele. Das Lied sorge „in jedem Fall“ für „Aufbruchsstimmung“ und klinge nach einem Film-Soundtrack.
Der Bayerische Rundfunk kürte Volle Kraft voraus zum „Schlager der Woche“; GfK Entertainment zum „Song des Tages“ am 29. September 2021.
Das deutschsprachige Online-Musikportal schlagerportal.com ist der Meinung, dass Fischers Stimme „wunderbar“ zur Geltung komme und nicht nur ihre „große“ Fan-Gemeinde verzaubern würde.
Maximilian Schäffer vom deutschsprachigen Online-Magazin laut.de bewertete das Album Rausch mit zwei von fünf Sternen. Während seiner Rezension kam er zum Entschluss, dass Volle Kraft voraus thematisiere, was „Fans“ seit nunmehr vier Jahren unter den Nägeln brenne: Die Trennung von Florian Silbereisen. „Selbstverständlich“ falle der Name des „Lieblingsmoderators“ nicht, es würden stattdessen nur die üblichen „Pathosformeln“ von „mutigen Trennungen“ und „verlorenen Lieben“ fallen.

## Chartplatzierungen
Volle Kraft voraus erreichte in Deutschland Rang 61 der Singlecharts und konnte sich zwei Wochen in den Top 100 platzieren. Darüber hinaus erreichte das Lied die Chartspitze der Konservativ Pop Airplaycharts sowie Rang fünf der Downloadcharts. 2021 platzierte sich Volle Kraft voraus auf Rang 27 der deutschen Konservativ Pop Airplay-Jahrescharts.
Für Fischer als Interpretin ist Volle Kraft voraus der 20. Charthit in Deutschland; als Autorin erreichte sie nach Vamos a marte zum zweiten Mal die deutschen Singlecharts. Haefs erreichte in seiner Autorentätigkeit hiermit zum 27. Mal die Charts in Deutschland. Für Kalli als Produzent ist Volle Kraft voraus der fünfte Charthit in Deutschland im laufenden Kalenderjahr. Asare, Fayzen und Kuhn erreichten als Autoren nach Kämpferherz (Pietro Lombardi) je zum zweiten Mal die Singlecharts in Deutschland.